# Pałeczka ozeny

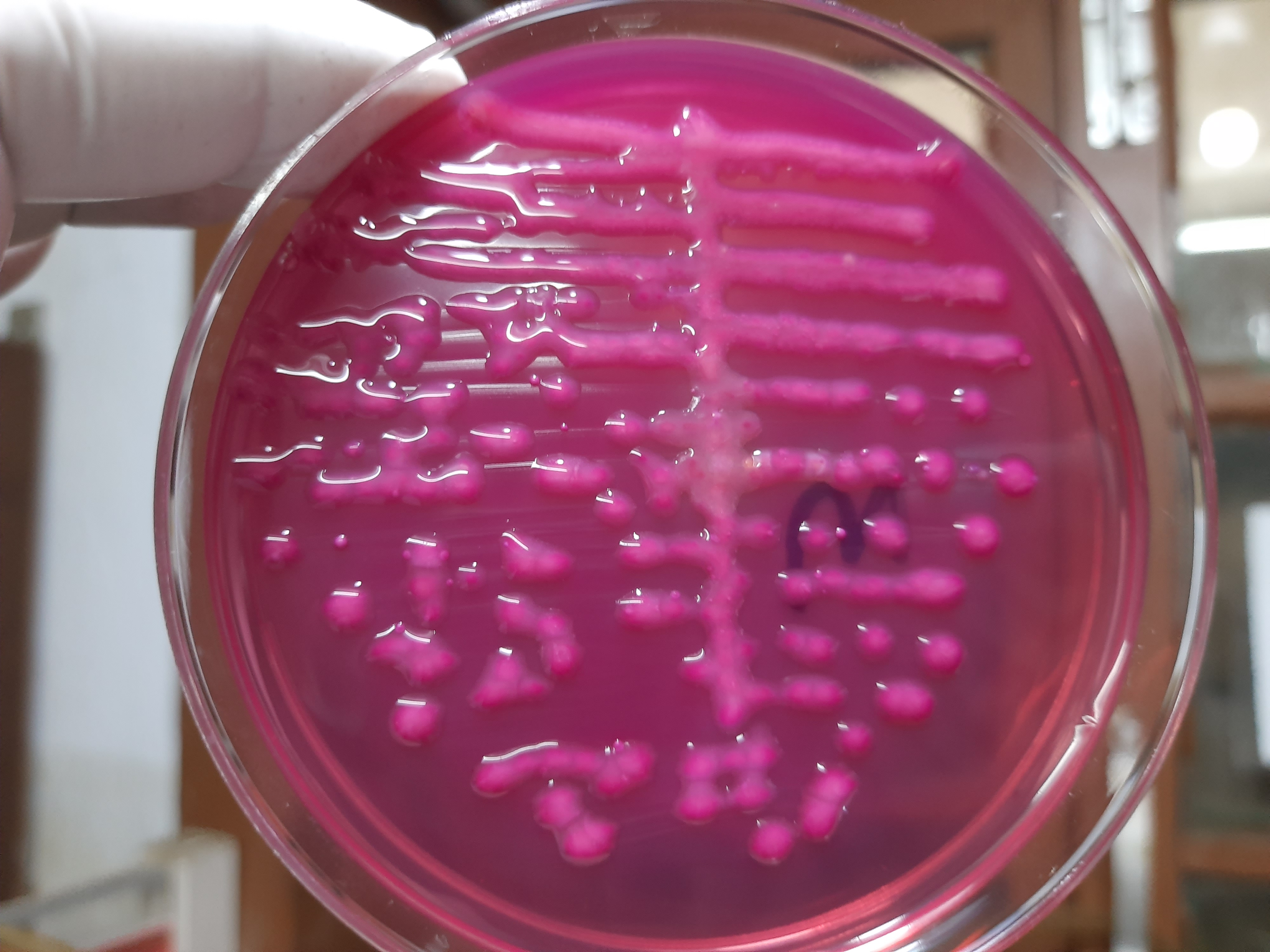
Posiew pałeczki ozeny na Agarze MacConkeya

Pałeczka ozeny (Klebsiella ozaenae) – Gram-ujemna bakteria będąca prawdopodobnym czynnikiem etiologicznym ozeny (przewlekłego zanikowego cuchnącego nieżytu nosa). Została opisana po raz pierwszy w 1893 roku przez Abdela.

## Morfologia
Pałeczka ozeny nie wytwarza przetrwalników i rzęsek, ale zazwyczaj posiada otoczkę (co jest elementem różnicującym w obrębie rodziny). U bakterii występują trzy typy antygenów: somatyczny, śluzowy oraz otoczkowy. Antygen otoczkowy można zbadać stosując odczyn pęcznienia otoczek.

## Fizjologia i profil biochemiczny
Bakteria nie wytwarza egzotoksyn, lecz jedynie endotoksynę. W przypadku próby zakwalifikowania pałeczki Klebsiella do tego gatunku, należy dokładnie sprawdzić jej metabolizm - pałeczki ozeny wytwarzają ureazę, niektóre fermentują laktozę, nie wzrastają na podłożu z kwasem malonowym. Część szczepów jest w stanie wzrastać na pożywce z cytrynianem sodu (jako źródło węgla).

## Hodowla
Bakteria wzrasta na agarze zwykłym, agarze z krwią oraz podłożu MacConkeya. Śluzowy wygląd kolonii pozwala na kwalifikację do prawidłowej rodzaju, dalsza identyfikacja wymaga testów biochemicznych.